# DFB-Pokal 1987/88 (Frauen)
Der DFB-Pokal der Frauen 1988 wurde vom TSV Siegen gewonnen. Im Finale schlug man den FC Bayern München mit 4:0. Für den TSV war es der dritte Pokalsieg in Folge.

## Teilnehmer
Für den DFB-Pokal haben sich folgende Verbandspokalsieger qualifiziert:
| Regionalverband Nord | Regionalverband West                                                                        | Regionalverband Südwest                                                                      | Regionalverband Süd | Berlin                   |
| --- | ------------------------------------------------------------------------------------------- | -------------------------------------------------------------------------------------------- | --- | ------------------------ |
| - Bremen: Polizei SV Bremen - Hamburg: Groß Flottbeker SpVgg - Niedersachsen: Fortuna Sachsenroß Hannover - Schleswig-Holstein: Husumer FV 1918 | - Mittelrhein: SSG 09 Bergisch Gladbach - Niederrhein: KBC Duisburg - Westfalen: TSV Siegen | - Rheinland: SC 07 Bad Neuenahr - Saarland: FSV Viktoria Jägersburg - Südwest: TuS Wörrstadt | - Baden SC Klinge Seckach - Bayern FC Bayern München - Hessen: FSV Frankfurt - Südbaden: TuS Binzen - Württemberg: VfL Sindelfingen | - Tennis Borussia Berlin |

## Übersicht
Die jeweils oben genannte Mannschaft hatte Heimrecht. Fett geschriebene Mannschaften erreichten die nächste Runde.
|  | Achtelfinale           | Achtelfinale |                   |                   | Viertelfinale     | Viertelfinale |  |  | Halbfinale | Halbfinale |  |  | Finale | Finale |
|  |                        |              |                   |                   |                   |               |  |  |            |            |  |  |        |        |
|  |                        |              |                   |                   |                   |               |  |  |            |            |  |  |        |        |
|  | TSV Siegen             | 6            |                   |                   |                   |               |  |  |            |            |  |  |        |        |
|  | Polizei SV Bremen      | 0            |                   |                   |                   |               |  |  |            |            |  |  |        |        |
|  | Polizei SV Bremen      | 0            | TSV Siegen        | 131               |                   |               |  |  |            |            |  |  |        |        |
|  |                        |              | TSV Siegen        | 131               |                   |               |  |  |            |            |  |  |        |        |
|  |                        |              |                   |                   | KBC Duisburg      | 1             |  |  |            |            |  |  |        |        |
|  | KBC Duisburg           | 4            |                   |                   | KBC Duisburg      | 1             |  |  |            |            |  |  |        |        |
|  | KBC Duisburg           | 4            |                   |                   |                   |               |  |  |            |            |  |  |        |        |
|  | TuS Binzen             | 0            |                   |                   |                   |               |  |  |            |            |  |  |        |        |
|  | TuS Binzen             | 0            | TSV Siegen        | 4                 |                   |               |  |  |            |            |  |  |        |        |
|  |                        |              | TSV Siegen        | 4                 |                   |               |  |  |            |            |  |  |        |        |
|  |                        |              |                   | FSV Frankfurt     | 0                 |               |  |  |            |            |  |  |        |        |
|  | Fortuna S. Hannover    | 1            |                   | FSV Frankfurt     | 0                 |               |  |  |            |            |  |  |        |        |
|  | Fortuna S. Hannover    | 1            |                   |                   |                   |               |  |  |            |            |  |  |        |        |
|  | FSV Frankfurt          | 5            |                   |                   |                   |               |  |  |            |            |  |  |        |        |
|  | FSV Frankfurt          | 5            | FSV Frankfurt     | 1                 |                   |               |  |  |            |            |  |  |        |        |
|  |                        |              | FSV Frankfurt     | 1                 |                   |               |  |  |            |            |  |  |        |        |
|  |                        |              |                   |                   | VfL Sindelfingen  | 0             |  |  |            |            |  |  |        |        |
|  | Groß Flottbeker SpVgg  | 0            |                   |                   | VfL Sindelfingen  | 0             |  |  |            |            |  |  |        |        |
|  | Groß Flottbeker SpVgg  | 0            |                   |                   |                   |               |  |  |            |            |  |  |        |        |
|  | VfL Sindelfingen       | 1            |                   |                   |                   |               |  |  |            |            |  |  |        |        |
|  | VfL Sindelfingen       | 1            | TSV Siegen        | 4                 |                   |               |  |  |            |            |  |  |        |        |
|  |                        |              | TSV Siegen        | 4                 |                   |               |  |  |            |            |  |  |        |        |
|  |                        |              |                   | Bayern München    | 0                 |               |  |  |            |            |  |  |        |        |
|  | Husumer FV 1918        | 0            |                   | Bayern München    | 0                 |               |  |  |            |            |  |  |        |        |
|  | Husumer FV 1918        | 0            |                   |                   |                   |               |  |  |            |            |  |  |        |        |
|  | Vikt. Jägersburg       | 6            |                   |                   |                   |               |  |  |            |            |  |  |        |        |
|  | Vikt. Jägersburg       | 6            | Vikt. Jägersburg  | 0                 |                   |               |  |  |            |            |  |  |        |        |
|  |                        |              | Vikt. Jägersburg  | 0                 |                   |               |  |  |            |            |  |  |        |        |
|  |                        |              |                   |                   | Bayern München    | 4             |  |  |            |            |  |  |        |        |
|  | Tennis Borussia Berlin | 0            |                   |                   | Bayern München    | 4             |  |  |            |            |  |  |        |        |
|  | Tennis Borussia Berlin | 0            |                   |                   |                   |               |  |  |            |            |  |  |        |        |
|  | Bayern München         | 3            |                   |                   |                   |               |  |  |            |            |  |  |        |        |
|  | Bayern München         | 3            | Bayern München    | 1                 |                   |               |  |  |            |            |  |  |        |        |
|  |                        |              | Bayern München    | 1                 |                   |               |  |  |            |            |  |  |        |        |
|  |                        |              |                   | Bergisch Gladbach | 0                 |               |  |  |            |            |  |  |        |        |
|  | SC 07 Bad Neuenahr     | 2            |                   | Bergisch Gladbach | 0                 |               |  |  |            |            |  |  |        |        |
|  | SC 07 Bad Neuenahr     | 2            |                   |                   |                   |               |  |  |            |            |  |  |        |        |
|  | SC Klinge Seckach      | 3            |                   |                   |                   |               |  |  |            |            |  |  |        |        |
|  | SC Klinge Seckach      | 3            | SC Klinge Seckach | 0                 |                   |               |  |  |            |            |  |  |        |        |
|  |                        |              | SC Klinge Seckach | 0                 |                   |               |  |  |            |            |  |  |        |        |
|  |                        |              |                   |                   | Bergisch Gladbach | 1             |  |  |            |            |  |  |        |        |
|  | Bergisch Gladbach      | 2            |                   |                   | Bergisch Gladbach | 1             |  |  |            |            |  |  |        |        |
|  | Bergisch Gladbach      | 2            |                   |                   |                   |               |  |  |            |            |  |  |        |        |
|  | TuS Wörrstadt          | 0            |                   |                   |                   |               |  |  |            |            |  |  |        |        |

1 Sieg in der Verlängerung

## Achtelfinale
Gespielt wurde am 16. August 1987.
|                             | Ergebnis |                         |
| --------------------------- | -------- | ----------------------- |
| SC 07 Bad Neuenahr          | 2:3      | SC Klinge Seckach       |
| Husumer FV 1918             | 0:6      | FSV Viktoria Jägersburg |
| Fortuna Sachsenroß Hannover | 1:5      | FSV Frankfurt           |
| TSV Siegen                  | 6:0      | Polizei SV Bremen       |
| KBC Duisburg                | 4:0      | TuS Binzen              |
| SSG 09 Bergisch Gladbach    | 2:0      | TuS Wörrstadt           |
| Groß Flottbeker SpVgg       | 0:1      | VfL Sindelfingen        |
| Tennis Borussia Berlin      | 0:3      | FC Bayern München       |

## Viertelfinale
Gespielt wurde am 31. Oktober 1987.
|                         | Ergebnis  |                          |
| ----------------------- | --------- | ------------------------ |
| FSV Viktoria Jägersburg | 0:4       | FC Bayern München        |
| TSV Siegen              | 3:1 n. V. | KBC Duisburg             |
| FSV Frankfurt           | 1:0       | VfL Sindelfingen         |
| SC Klinge Seckach       | 0:1       | SSG 09 Bergisch Gladbach |

## Halbfinale
Gespielt wurde am 27. März 1988.
|                   | Ergebnis |                          |
| ----------------- | -------- | ------------------------ |
| TSV Siegen        | 4:0      | FSV Frankfurt            |
| FC Bayern München | 1:0      | SSG 09 Bergisch Gladbach |

## Finale
| TSV Siegen                                    | TSV Siegen | FC Bayern München | FC Bayern München |
| --------------------------------------------- | --- | --- | ----------------- |
| TSV Siegen                                    | \| 28. Mai 1988 in Berlin (Olympiastadion) \| \| Ergebnis: 4:0 (2:0) \| \| Zuschauer: 10.000 (Vorspiel zum Männerfinale) \| \| Schiedsrichter: Alfons Dellwing (Trier) \|                                        | \| 28. Mai 1988 in Berlin (Olympiastadion) \| \| Ergebnis: 4:0 (2:0) \| \| Zuschauer: 10.000 (Vorspiel zum Männerfinale) \| \| Schiedsrichter: Alfons Dellwing (Trier) \|                                                                                   | FC Bayern München |
| TSV Siegen                                    | Rosemarie Neuser – Manuela Kozany, Sissy Raith, Karin Sänger – Heike Czyganowski, Melitta Thomas (74. Petra Hamm), Silvia Neid, Rike Koekkoek, Birgit Wiese – Beate Henkel, Michele Cox Cheftrainer: Gerd Neuser | Natalie Friedrich – Marion Steinbrunner – Christine Paul, Dagmar Uebelhör, Petra Sandles – Volz (58. Herchenberger), Kristina Wiest, Roswitha Bindl, Marion Heel (41. Ana Munoz-Perez) – Christiane Schmidt, Stefanie Brozulat Cheftrainerin: Cornelia Doll | FC Bayern München |
| TSV Siegen                                    | 1:0 Silvia Neid (15.) 2:0 Silvia Neid (34.) 3:0 Birgit Wiese (66., Foulelfmeter) 4:0 Silvia Neid (73.) | | FC Bayern München |
| TSV Siegen                                    | Silvia Raith | Dagmar Uebelhör | FC Bayern München |
| 28. Mai 1988 in Berlin (Olympiastadion)       | | |                   |
| Ergebnis: 4:0 (2:0)                           | | |                   |
| Zuschauer: 10.000 (Vorspiel zum Männerfinale) | | |                   |
| Schiedsrichter: Alfons Dellwing (Trier)       | | |                   |